# Pontoporeia (schimmel)
Pontoporeia is een geslacht van schimmels uit de familie Zopfiaceae. De typesoort is Pontoporeia biturbinata.

## Soorten
Volgens Index Fungorum telt het geslacht twee soorten (peildatum april 2022):
| Soortnaam               | Auteur(s)               | Publicatiejaar |
| ----------------------- | ----------------------- | -------------- |
| Pontoporeia biturbinata | (Durieu & Mont.) Kohlm. | 1963           |
| Pontoporeia mangrovei   | Devadatha & V.V. Sarma  | 2018           |